# Spilomena sahyadriensis
Spilomena sahyadriensis (лат.) — вид песочных ос рода Spilomena из подсемейства Pemphredoninae (Crabronidae). Название таксона происходит от «Сахьядри» (Sahyadri, хинди सह्याद्रि), народного названия горных хребтов Западные Гаты. 

## Распространение
Индия (Керала).

## Описание
Мелкие коренастые осы с сидячим брюшком (около 4 мм), основная окраска чёрная со светлыми отметинами. От близких видов отличается следующими признаками: лоб морщинистый; верхняя часть лба и темени сетчатая с разбросанными микропунктами; отношение длины к ширине скапуса = 38:6; отношение длины стигмы к ширине = 34:15; мезоскутум сетчатый с плотными микропунктами; проподеальный дорзум и задняя поверхность проподеума морщинистые, боковая поверхность с поперечными гребнями. Тело чёрное с жёлтыми частями: жвалы (кроме коричневого верхушечного кончика), верхняя губа, щупики, усики и ноги; переднеспинка и тегула белые; жилки и стигма передних крыльев светло-коричневые. Затылочный киль отсутствует; переднее крыло с удлиненной маргинальной ячейкой, длиннее стигмы, на вершине замкнутая; присутствуют две закрытые субмаргинальные ячейки; есть одна возвратная жилка и две дискоидные ячейки; брюшко без петиоля; воротник переднеспинки с полным поперечным валиком. Усики самца 13-члениковые, самки — 12-члениковые. Нижнечелюстные щупики состоят из 6 члеников, а нижнегубные — из 4.
Предположительно, как и другие виды своего рода ловят мелких насекомых, а гнёзда располагаются в готовых полостях древесины (ходах ксилофагов, в ветвях).
Вид был впервые описан в 2021 году в ходе ревизии, проведённой индийскими гименоптерологами Tessy Rajan, Girish P. Kumar, P. M. Sureshan и C. Binoy (Zoological Survey of India, Eranhipalam, Кожикоде, Керала, Индия).